# 훔볼트 해류

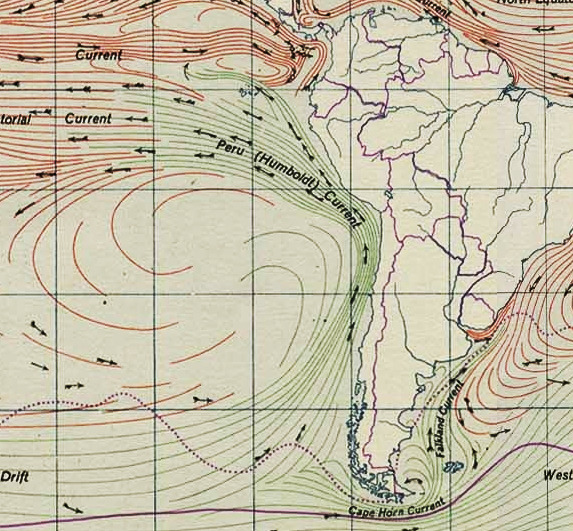
훔볼트 해류

칠레 해류(Chile Current) 또는 페루 해류(Peru Current)는 남아메리카 대륙의 서쪽 연안 먼바다를 북상하는 태평양의 해류이다. 적도로 향하는 흐름 중에서도 최대 규모이다. 쿠로시오 해류 등에 비해 속도는 느리고, 유량도 1000-1500만 톤/초에 지나지 않지만, 폭은 넓다. 또한 하층의 영양 염분으로 풍부한 차가운 바닷물을 받아들이면서 흐르고 있기 때문에 페루 먼바다는 세계적으로 유명한 멸치 어장이다. 그런데 몇 년에 한 번 간격으로 태평양의 적도 부근에 발생하는 엘니뇨 현상에 의해 적도 부근의 따뜻한 물이 연안을 따라 남하하여 훔볼트 해류도 약해진다. 이 때문에 페루 먼바다의 표면 수온은 몇 ℃ 상승하고, 페루나 에콰도르 등의 태평양 연안 해역의 어업이나 세계의 기후에 커다란 영향을 미치고 있다. 그래서 엘니뇨 및 라니냐 등에 영향을 미치는 요소와도 관련이 깊기 때문이다.

## 같이 보기
- 멕시코 만류
- 아메리카대왕오징어
- 해류
- 물리해양학
- 남태평양 환류
- 열염순환
- 워커 순환